# Impliciete-associatietest
De impliciete-associatietest (IAT) is een cognitieve reactietaak die ontworpen is om de sterkte van associaties tussen begrippen in het geheugen te onderzoeken. De test wordt vaak toegepast om onbewuste vooroordelen, of impliciete voorkeur ten aanzien van groeperingen in de maatschappij te meten.

## Algemeen
De associaties tussen begrippen in ons geheugen kunnen in sterkte variëren. Zout heeft bijvoorbeeld een sterke associatie met peper maar niet met auto. Ook kunnen de associaties tussen kenmerken die wij aan bepaalde begrippen toekennen in sterkte variëren. Aan het begrip 'insecten' worden bijvoorbeeld vaak negatieve kenmerken en aan het begrip 'bloemen' positieve kenmerken toegekend. Op dezelfde manier kunnen positieve of negatieve eigenschappen worden geassocieerd met bepaalde maatschappelijke groepen, zoals personen met een verschillende etnische achtergrond, of personen van verschillende leeftijd. Ook kunnen er bepaalde stereotype opvattingen bestaan over bijvoorbeeld verschillen in geschiktheid van mannen en vrouwen voor bepaalde beroepen of opleidingen. Zo kan men aannemen dat vrouwen geschikter zijn voor het gezin en mannen voor een maatschappelijke carrière. Dergelijke associaties worden mede gevormd door de cultuur waarin mensen leven. Soms zijn dergelijke vooroordelen en opvattingen impliciet, dat wil zeggen zonder dat men zich daarvan bewust is.

## Methode
De IAT is in 1998 geïntroduceerd door Anthony Greenwald e.a. Het zogenaamde Project Implicit maakt het mogelijk de IAT via het internet zelf uit te proberen. Hierdoor kan de test bij zeer veel mensen worden afgenomen.

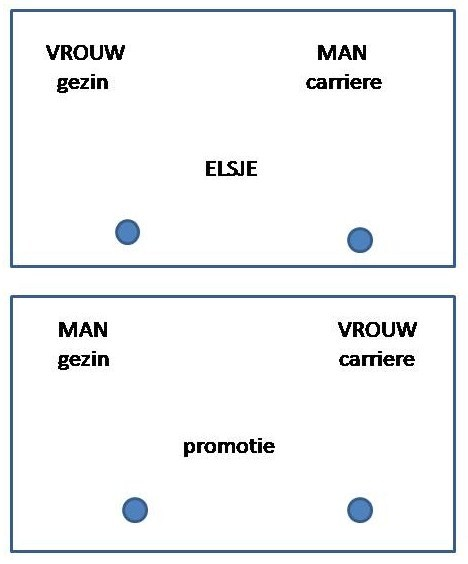
Voorbeeld van twee soorten dia's van de IAT. Boven compatibele conditie. Onder incompatibele conditie. Reactieknop in blauw

### De test
In de IAT worden een aantal dia’s achter elkaar aangeboden. De opdracht luidt om met een linker- of rechterknop aan te geven tot welke categorie een bepaalde stimulus behoort. Er zijn vier verschillende categorieën, waarvan twee een reactie van de linker- en twee een reactie van de rechterhand vragen. Dit kunnen bijvoorbeeld woorden zijn als ‘insecten’, ‘bloemen’, ‘prettige woorden’ of ‘onprettige woorden’. Of, (in een andere IAT versie) woorden als 'vrouw', 'man', 'carrière' of 'gezin'. De twee categorieën die met de linkerhand zijn verbonden staan links, en de twee categorieën die met de rechterhand zijn verbonden staan rechts afgebeeld. Hierbij is er steeds een combinatie van een doelcategorie (bijvoorbeeld man of vrouw) en een kenmerkcategorie (bijvoorbeeld: carrière of gezin): links staat bijvoorbeeld 'vrouw' of 'gezin', en rechts 'man' of 'carrière'. De stimulus die moet worden gecategoriseerd staat in het midden afgebeeld; dit is bijvoorbeeld het woord 'Elsje' (categorie: vrouw) of het woord 'promotie' (categorie: carrière) (zie figuur ter illustratie: bij Elsje wordt dus links en bij promotie rechts gedrukt).

### Compatibele (congruente) versus incompatibele (incongruente) condities
In elke aangeboden serie van dia’s kunnen de doel- en kenmerkcategorie op twee manieren worden gecombineerd.
- In serie A moet met eenzelfde hand worden gereageerd op bijvoorbeeld ‘bloemen’ en ‘prettige woorden’ en met de andere hand op ‘insecten’ en ‘onprettige woorden’, Dit wordt ook wel de compatibele of de congruente conditie genoemd, omdat de woorden intuïtief bij elkaar lijken te horen. 'Bloemen' of 'prettige woorden' staan bijvoorbeeld links, en 'insecten' of 'onprettige woorden' rechts op de dia. Of: 'vrouw' en 'gezin' links en 'man' en 'carrière' rechts.
- In serie B zijn de reacties omgekeerd: nu moet met de ene hand worden gereageerd op ‘insecten’ en ‘prettige woorden’ en met de andere hand op 'bloemen' en 'onprettige woorden'. Dit heet de incompatibele of de incongruente conditie (bloemen en onprettig horen eigenlijk niet bij elkaar, evenmin als insecten en prettig). Op de dia staan nu 'bloemen' of 'onprettige woorden' links op de dia, en 'insecten' of 'prettige woorden' rechts op de dia. Of (in de andere IAT-versie) de combinatie 'man' en 'gezin' staat links en de combinatie 'vrouw' en 'carrière' rechts.

### Het IAT-effect
Het IAT-effect wordt berekend door het verschil in reactietijd te berekenen tussen series B en A. Deze score blijkt voor de meeste mensen die de test afleggen, positief te zijn. Dit betekent dat men in serie A sneller reageert dan in serie B. Kennelijk is de taak makkelijker bij compatibele dan bij incompatibele woorden, dus als de woorden die intuïtief bij elkaar horen ook bij elkaar staan en eenzelfde reactie vragen. Omdat de test onder tijdsdruk wordt afgenomen, is het lastig het gedrag bij te sturen, bijvoorbeeld als men ontdekt hoe de test in elkaar zit of vermoedt wat de bedoeling van de test is.

### Individuele verschillen
Het blijkt dat mensen onderling verschillen wat betreft de associatie die zij intuïtief leggen tussen de doel- en kenmerkcategorie. Dit bleek uit studies waarin de IAT bij verschillende etnische groepen werd afgenomen, zoals Japanners en Koreanen. Als bijvoorbeeld in de IAT het woord ‘Japanner’ en ‘prettige woorden’ met dezelfde hand corresponderen vertonen Japanners een positief en Koreanen een negatief IAT-effect Een andere IAT-studie laat zien dat in landen waar sprake is van een 'seksekloof' in het aantal vrouwelijke en mannelijke bètastudenten ook een sterker onbewust vooroordeel bestaat dat vrouwen minder goed zijn in exacte vakken.
Door dit soort vondsten heeft de IAT vooral bekendheid gekregen als instrument om in de sociale psychologie bepaalde impliciete vooroordelen of iemands attitude te meten ten aanzien van groepen in de samenleving. Ook wordt de test gebruikt in de context van marktonderzoek en klinische psychologie.

## Evaluatie
Onderzoekers verschillen nog van mening over de praktische bruikbaarheid van IAT, en eigenschappen als validiteit en betrouwbaarheid. Studies van de groep die de test ontwikkelde laten zien dat er een verband bestaat tussen de IAT-scores en andere typen tests of gedragskenmerken van sociaal vooroordeel.
Andere onderzoekers menen echter dat de test onvoldoende predictieve validiteit heeft. Dat wil onder meer zeggen dat mensen die volgens de test een onbewust vooroordeel hebben, zich in het dagelijks leven zich niet altijd aan discriminatie schuldig hoeven te maken. Ook blijkt er niet altijd een consistente correlatie te bestaan tussen de IAT-scores en scores op andere tests zoals attitude-vragenlijsten. Ten slotte is er methodologische kritiek geuit op de meettechnische kwaliteit van de IAT.

## Wat meet de IAT?
Over de specifieke processen die aan het IAT-effect ten grondslag liggen, bestaat in de psychologie nog geen overeenstemming.
- Onbewuste associatie

Volgens Greenwald e.a. meet de IAT de sterkte van de onbewuste associatie tussen twee begripscategorieën. Aangenomen wordt dat mensen sneller reageren als een begrip en kenmerk die eenzelfde reactie vragen, sterk zijn geassocieerd (bijvoorbeeld bloem/prettig) dan wanneer zij zwak zijn geassocieerd (bijvoorbeeld insecten/prettig). Deze associaties worden gevormd door leerprocessen en culturele verschillen.
- Opvallendheid

Volgens een alternatieve verklaring is het IAT-effect toe te schrijven aan de grotere opvallendheid (Engels: salience). Volgens deze theorie kunnen bijvoorbeeld "insecten" als categorie meer opvallend zijn dan bloemen, en onprettige woorden meer opvallend dan prettige woorden. Als deze aanname juist is, dan zal een combinatie van deze categorieën in de compatibele conditie van de IAT (dus: insecten/onprettig) tot gevolg hebben dat de woorden er als het ware als een figuur ‘uitspringen’ . Men hoeft dan ook niet meer na te denken, omdat de ‘ja’-respons consistent op de opvallende woorden (de figuur) en de ‘nee’-respons op de minder opvallende woorden (de achtergrond) wordt gegeven. Dit zorgt voor snellere reacties op de compatibele dan op de incompatibele conditie, waar de scheiding tussen figuur en achtergrond minder geprononceerd is.
- Respons-conflict

Een derde theorie is dat het IAT-effect mogelijk te maken heeft met 'respons-conflict'. De woorden 'bloem' en 'prettig' hebben beide een positieve valentie (gevoelswaarde, Engels: valence) en de woorden 'insect' en 'onprettig' een negatieve valentie. Dit zorgt er in de compatibele conditie voor dat men sneller weet wat de correcte reactie (of: juiste hand) is om mee te reageren. In de incompatibele conditie treedt er echter een respons-conflict op. Bij de woorden bloem/onprettig is namelijk de correcte reactie (bijvoorbeeld een reactie van de rechterhand) zowel met een positief- als negatief-geladen woord verbonden, waardoor het moeilijker wordt de juiste respons te selecteren, en dus ook de reactie trager is.